# Salzwiesen von Münzenberg

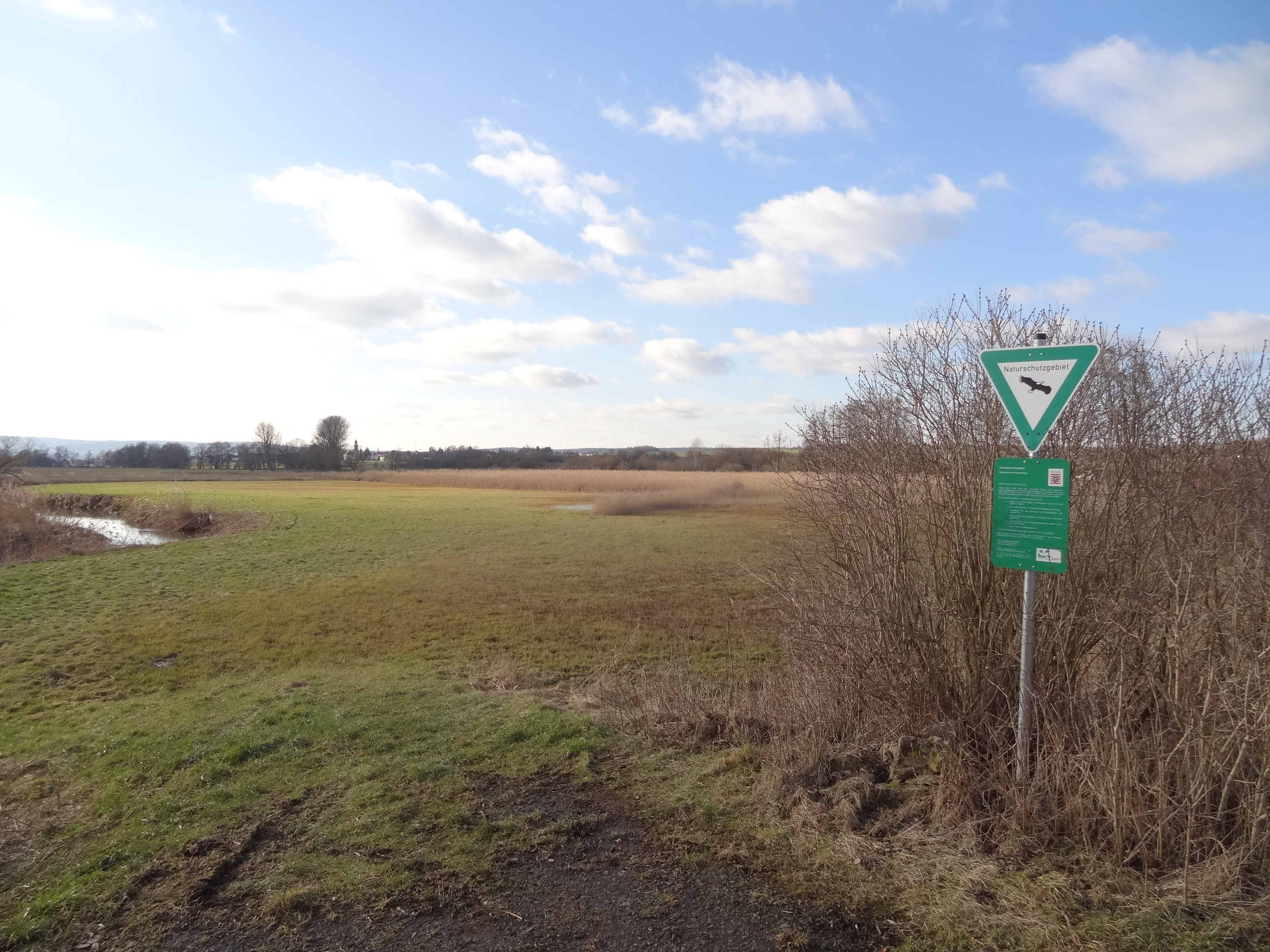
Naturschutzgebiet Salzwiesen von Münzenberg (Februar 2015)

Das Naturschutzgebiet Salzwiesen von Münzenberg liegt auf dem Gebiet der Städte Lich und Münzenberg im Wetteraukreis in Hessen.
Das 64,25 ha große Gebiet, das im Jahr 1977 unter der Kennung 1440006 unter Naturschutz gestellt wurde, erstreckt sich nordwestlich der Kernstadt Münzenberg und östlich von Ober-Hörgern. Durch das Gebiet fließen die Wetter und der Hechtgraben. Nördlich und östlich des Gebietes verläuft die A 45, westlich die Landesstraße L 3053 und am nordöstlichen Rand die L 3136. Südwestlich erstreckt sich das 21,34 ha große Naturschutzgebiet In der Metz bei Münzenberg.
Das Naturschutzgebiet umfasst Binnenlandsalzwiesen, Feuchtwiesen, Schilf- und Seggenbestände, Magerrasen und Erlenbruchwald.